# 鹿兒島銀行
鹿兒島銀行（日语：／ Kagoshima ginko）是一家總部位於日本鹿兒島縣鹿兒島市的地方銀行，創立於1879年。

## 關係企業
- 卡金辦公商務株式会社
- 九州會計服務株式会社
- 卡金代理株式会社
- 九州經濟研究所株式会社
- 鹿兒島信用卡株式会社
- 鹿兒島租賃株式会社
- 鹿兒島擔保服務株式会社

## 外部連結
- 官方网站